# Puerto Lápice
Puerto Lápice település Spanyolországban, Ciudad Real tartományban. Puerto Lápice Villarta de San Juan, Arenas de San Juan, Las Labores, Herencia, Camuñas, Manzanares és Daimiel községekkel határos. Lakosainak száma 865 fő (2024).

## Népesség
A település népessége az elmúlt években az alábbi módon változott:
| Lakosok száma | 1032 | 1008 | 1011 | 1052 | 1016 | 995  | 947  | 924  | 890  | 865  |
|               | 2001 | 2004 | 2006 | 2009 | 2011 | 2014 | 2016 | 2019 | 2021 | 2024 |